# Anticoma acuminata
Anticoma acuminata är en rundmaskart som först beskrevs av Eberth 1863.  Anticoma acuminata ingår i släktet Anticoma och familjen Anticomidae. Arten är reproducerande i Sverige. Inga underarter finns listade i Catalogue of Life.